# Mesetas
Mesetas é um município da Colômbia, localizado no departamento de Meta.